# Sūlābast
Sūlābast (persiska: سولابست, Sulāwās, Sūlāvas) är en ort i Iran.   Den ligger i provinsen Khorasan, i den östra delen av landet, 900 km öster om huvudstaden Teheran. Sūlābast ligger 1 610 meter över havet och antalet invånare är 154.
Terrängen runt Sūlābast är kuperad åt nordost, men åt sydväst är den platt.Runt Sūlābast är det glesbefolkat, med 12 invånare per kvadratkilometer. Närmaste större samhälle är Mākhūnīk, 12,5 km sydost om Sūlābast. Trakten runt Sūlābast är ofruktbar med lite eller ingen växtlighet.